# Garbolc
Garbolc je malá vesnice v Maďarsku v župě Szabolcs-Szatmár-Bereg, v okrese Fehérgyarmat. Nachází se blízko trojmezí mezi Maďarskem, Rumunskem a Ukrajinou. V roce 2015 zde žilo 143 obyvatel. Jedná se o nejvýchodnější obydlené sídlo Maďarska. Obcí protéká potok Sár-Éger-csatorna a poblíže obce protéká řeka Túr.
Vesnice leží na silnici 4143 a je přímo silnicemi propojena se sídly Méhtelek a Nagyhódos. Dalšími blízkými obcemi jsou Bercu,  Bercu Nou a Pelişor v Rumunsku a Fertešolmaš a Velyka Palaď na Ukrajině. U Garbolce se nachází hraniční přechod Garbolc-Bercu. Přechod funguje jen výjimečně, a to podle možností celních a pasových orgánů (Rumunsko není v Schengenském prostoru).
Nejbližší železniční zastávka Rozsály leží na trati Kocsord – Zajta.